# Fatamorgana (singel)
Fatamorgana – singel polskiego zespołu Trzech Króli, który został wydany 24 marca 2023. Utwór pochodzi z albumu „Afryka”
Nagranie otrzymało w Polsce status platynowej płyty 6 grudnia 2023.
Singel zdobył ponad 10 milionów wyświetleń w serwisie YouTube (na luty 2024) oraz ponad 15 milionów odsłuchań w serwisie Spotify (na luty 2024).

## Nagrywanie
Utwór został wyprodukowany przez LiL Kacpi. Za mix/mastering utworu odpowiada FANTØM, a za jego realizację – Qry. Tekst do utworu został napisany przez Przemka Pro, Qry’ego oraz Bartka Kubickiego.

## Twórcy
- Trzech Króli – zespół
- LiL Kacpi – produkcja
- FANTØM – mix/mastering
- Kacper Gajewicz – kompozycja
- Przemek Pro – wokal, tekst

- Qry – wokal, tekst, realizacja utworu
- Bartek Kubicki – wokal, tekst

## Inne wersje
- Remix[5]

## Certyfikaty
| Kraj          | Certyfikat      |
| ------------- | --------------- |
| Polska (ZPAV) | platynowa płyta |